# Gaïa Warnant
Pour les articles homonymes, voir Warnant (homonymie).
Gaïa Warnant, née le 22 octobre 1998 à Nevers, est une actrice française.

## Biographie

### Enfance et formation
Gaïa Warnant naît le 22 octobre 1998 à Nevers dans la Nièvre. En 2016, elle quitte cependant la Bourgogne pour habiter à Paris et ainsi se rapprocher de sa passion qu'est le milieu artistique,.
En 2016, son baccalauréat en poche, elle poursuit ses études dans le milieu du théâtre et s'inscrit à l'École de théâtre l’Éponyme, avant d'intégrer le Studio d’Asnières l'année suivante, aux côtés de Léa Lopez notamment. En 2018, elle poursuit son cursus au Conservatoire Camille Saint-Saëns, dans le huitième arrondissement de Paris, où elle obtient un certificat d'études théâtrales (CET) quatre ans plus tard.
En 2022, elle intègre la classe libre théâtre du Cours Florent et fait partie de la promotion XLIII.

### Carrière
Entre 2018 et 2020, Gaïa Warnant fait ses débuts à la télévision et apparaît régulièrement dans l'émission Groland, où elle campe des rôles humoristiques, en parodiant notamment Greta Thunberg. En 2020, elle s'essaye pour la première fois au cinéma et joue le personnage Reine dans le long-métrage Des Hommes de Lucas Belvaux. Ce film a notamment reçu le label du festival de Cannes.
En 2021, Gaïa Warnant apparaît dans la saison 2 de la série télévisée Hippocrate, de Thomas Lilti, diffusée sur Canal+. En 2022, elle fait ses premiers pas au théâtre et apparaît dans la pièce Yaacobi et Leidental d'Hanock Levin. En 2023, elle incarne le personnage de Pom Pom, une militante écologiste, dans Une année difficile, une comédie d'Éric Toledano et Olivier Nakache. Au cours de cette même année, elle apparaît également dans la deuxième saison de la série Lupin, diffusée sur Netflix.

## Filmographie
Sauf indication contraire ou complémentaire, les informations mentionnées dans cette section proviennent de la base de données IBDb.

### Cinéma

#### Longs métrages
- 2020 : Des hommes, de Lucas Belvaux : Reine
- 2021 : Paternel, de Ronan Tronchot
- 2022 : En roue libre, de Didier Barcelo : L'employé du Quick
- 2023 : Une année difficile, d'Éric Toledano et Olivier Nakache

#### Courts métrages
- 2017 : Mort-bois, de Frédéric Labonde
- 2019 : Sa plage et ses cygnes, de Léo Lepage
- 2022 : Avant 3 Nuits, de Minna Prader : Iris

### Télévision

#### Séries télévisées
- 2018 - 2020 : Groland le Zapoï
- 2021 : Hippocrate, de Thomas Lilti : Ella (1 épisode)
- 2022 : Lupin, de François Uzan

## Théâtre
- 2018 : Molière, mon Amour !, mise en scène d'Anne-Laure Teboul : divers rôles féminins (La Comédie Saint-Michel)
- 2019 : Tartare Cuit, de la Compagnie Le Saut du Tremplin : Colette (Théâtre de rue)
- 2019 : La Nuit des Fantômes, de Basile Finot : un fantôme (Villeurbanne, Paris et Aubervilliers)
- 2023 : Yacobie et Leidental, d'Hanock Levin, mise en scène d'Axel Belin : Ruth Chahach (Le Puy-en-Velay)